# Forte de Pierre de Levée

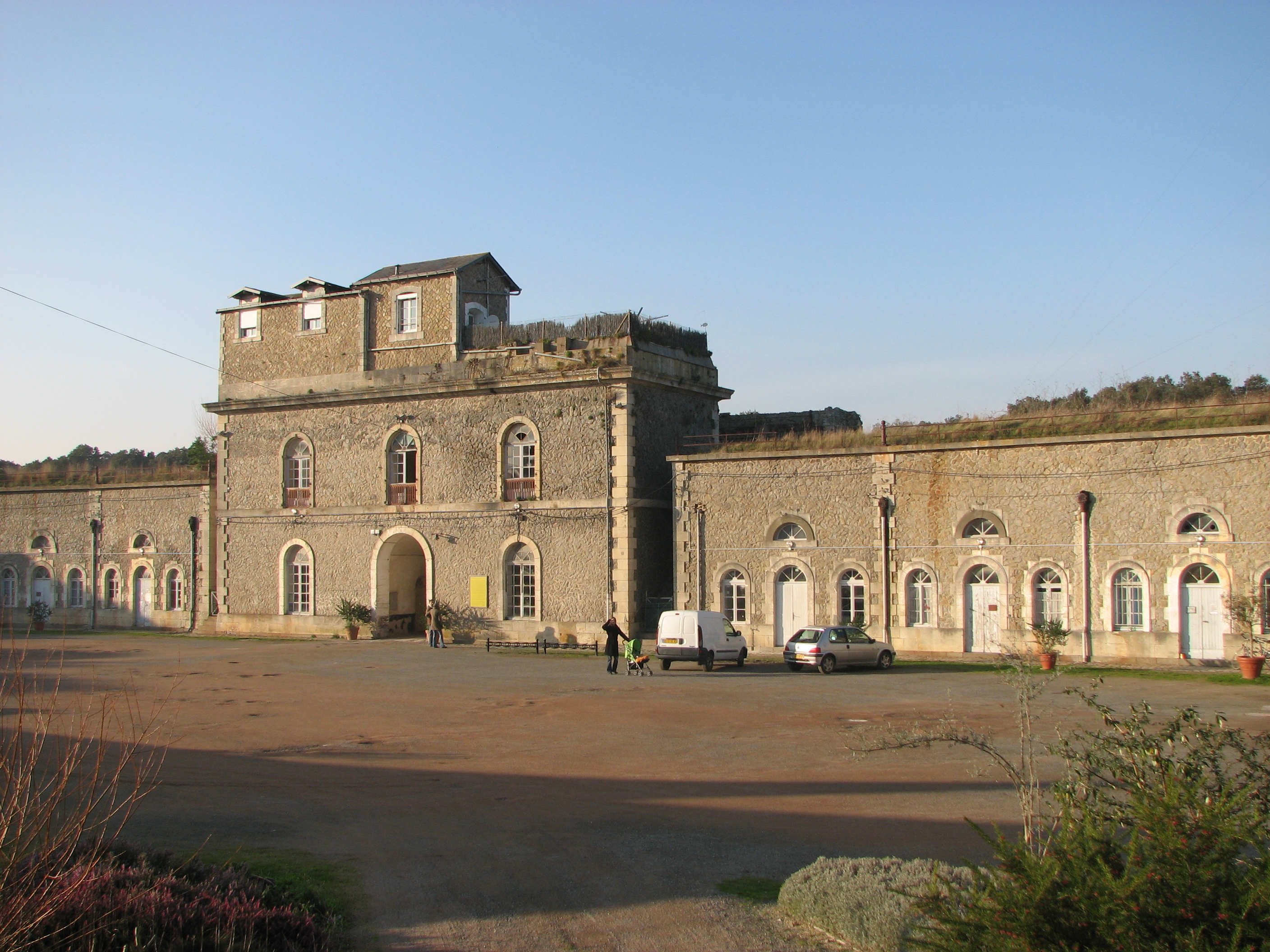
Forte de Pierre de Levée

Forte de Pierre de Levée (mais conhecido localmente como "la Citadelle" ou simplesmente "le fort") é um forte do século XIX localizado na Île d'Yeu ( Vendée), não muito longe da cidade mercantil de Port-Joinville. Foi o local de detenção do Marechal Pétain após a guerra. Está listado no inventário de monumentos históricos desde 1984.